# Melchior van Santvoort

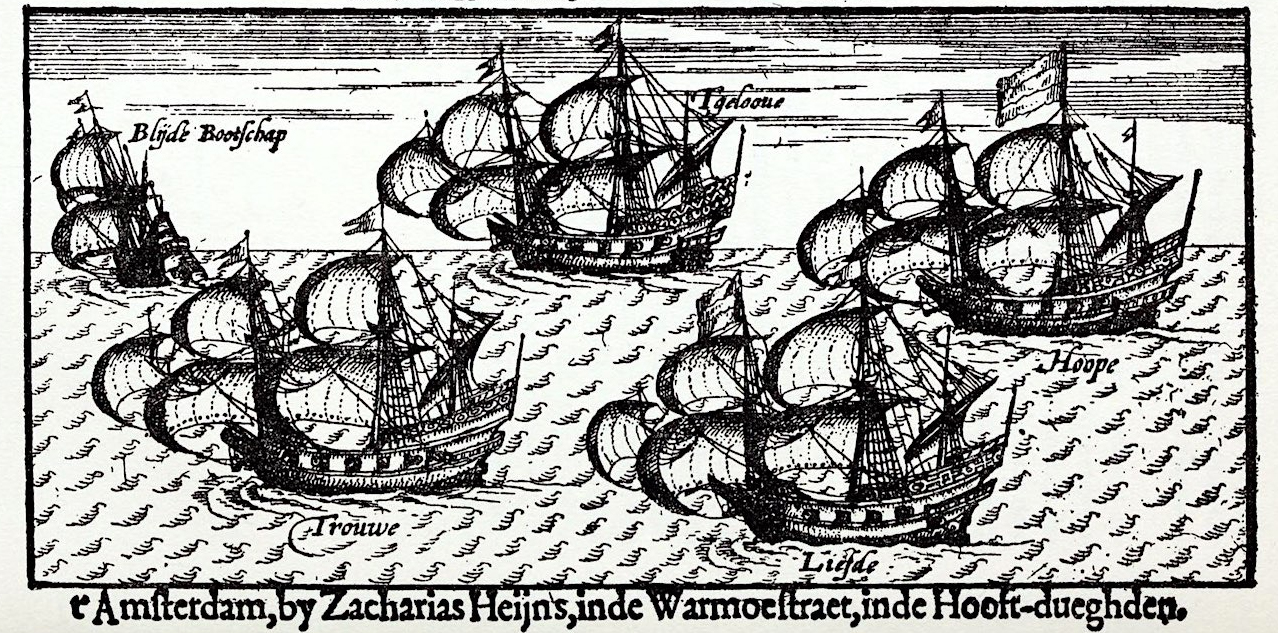
Von links nach rechts: Blijde Boodschap, Trouwe, ’t Geloove, Liefde und Hoope. (aus einem Stich, 17. Jh.)

Melchior van Santvoort (* ca. 1570; † 1641 in Batavia) war einer der wenigen Überlebenden des Schiffs de Liefde, das mit seiner Landung in Kyūshū im Jahre 1600 den Beginn der niederländisch-japanischen Kontakte markiert. Er blieb in Japan, wo er 39 Jahre als Kaufmann in Nagasaki lebte.

## Leben
Über Van Santvoorts frühe Jahre ist nichts bekannt. 1598 verließ er auf der „Liefde“ die Niederlande, um über die Westroute Asien zu erreichen. Wie alle an Bord erlebte er die Anlandung in Japan am 19. April 1600 als Rettung aus einer Katastrophe. Sie waren mit vier weiteren Schiffen glücklich durch die schwierige Magellan-Straße gesegelt, doch alle kühnen Pläne scheiterten an den Spaniern und Portugiesen und nicht zuletzt den Stürmen des Pazifik. In Ermangelung anderer Optionen steuerte die „Liefde“ schließlich das japanische Inselreich an, doch hatte man einen ungünstigen Kurs gewählt, sodass die Überfahrt viereinhalb Monaten dauerte und die dezimierte Besatzung das Schiff kaum noch manövrieren konnte. Von den vierundzwanzig Überlebenden waren nur sechs in der Lage zu gehen, viele starben schon kurz nach der Ankunft in der Bucht von Usuki im Osten der Insel Kyūshū. Dennoch war dies ein historisches Ereignis, denn mit der Ankunft der „Liefde“ begann die Geschichte der niederländisch-japanischen Beziehungen.
Einige der Überlebenden sind namentlich bekannt. Der englische Steuermann William Adams (1564–1620) wurde als Miura Anjin naturalisiert, erhielt einen niederen Samurai-Rang sowie ein kleines Lehen und machte sich in Diensten des ersten Shōgun der Tokugawa-Dynastie, Tokugawa Ieyasu, verdient. Jan Joosten van Lodensteyn (1556–1623) blieb ebenfalls im Lande, betrieb Handel und starb 1623 auf einer Handelsfahrt im Südchinesischen Meer. Melchior van Santvoort erhielt 1604 die Erlaubnis, mit Jacob Quaeckernaeck, dem ehemaligen Kapitän der „Liefde“, das Land zu verlassen. Sie segelten auf einem „Rotsiegel-Schiff“ des Fürsten von Hirado, d. h. auf einem mit einer vom Shōgun besiegelten Lizenz ausgestatteten Handelsschiff, nach Patani auf der malaiischen Halbinsel, wo Jacob Cornelisz. van Neck 1602 eine Faktorei gegründet und den so lukrativen Gewürzhandel der Niederländer eingeleitet hatte.
Quaeckernaeck starb 1606 als Kommandeur eines VOC-Schiffes in Kämpfen mit den Portugiesen. Van Santvoort hingegen kehrte nach Japan zurück und engagierte sich im Handel zwischen Japan und Südostasien. Im September 1607 war er erneut in Patani und nahm im Februar des folgenden Jahres einen Brief und Geschenke für Ieyasu mit. Als 1609 die Schiffe „de Roode Leeuw met Pijlen“ (der Rote Löwe mit Pfeilen) und „de Griffioen“ (Greif) aus den Niederlanden in Nagasaki einliefen, bahnte er mit seinen Sprach- und Landeskenntnissen den Weg für den Kaufmann Jacques Speckx und erreichte, dass die Niederländer zwei Gesandte der 1602 gegründeten Niederländischen Ostindien-Kompanie (VOC), Abraham van den Broeck und Nicolaes Puyck, mit einem Schreiben des Prinzen Maurits und diversen Präsenten nach Edo zum Hofe von Tokugawa Ieyasu senden durften. Mit einer besiegelten Erlaubnis des Shōgun gründete Speckx noch im selben Jahr in Hirado eine Handelsniederlassung der Kompanie, die er bis 1612 und erneut von 1614 bis 1621 leitete.
Van Santvoort heiratete Isabella, die Tochter eines japanischen Zimmermanns. Er betrieb seine Geschäfte in Nagasaki, hielt aber weiterhin engen Kontakt zu seinen Landsleuten in Hirado. Dafür zeugt nicht nur der Briefwechsel mit dem Faktoreileiter Nicolaes Koeckebacker. Eine seiner Töchter heiratete den Kompanie-Kaufmann Pieter van Santen, der von Januar bis September 1633 die Leitung der Faktorei Hirado innehatte. Eine andere Tochter heiratete den Kaufmann Willem Verstegen, der später für einen Turnus die Leitung der 1641 nach Dejima verlegten Niederlassung übernahm.
Während der dreißiger Jahre wirkten sich die wachsenden Spannungen im Verhältnis Japans zu den „Südbarbaren“ (Nambanjin), d. h. den iberischen Missionaren und Händlern, auch auf die anderen Europäer im Lande aus. Die Bediensteten der Niederländischen Ostindien-Kompanie blieben davon zunächst unbeeinträchtigt, doch die niederländischen „Freibürger“ konnten sich dem Druck nicht entziehen. Als 1639 alle mit Ausländern lebenden japanischen Frauen samt ihren Kindern das Land verlassen mussten, zog Van Santvoort mit seiner Familie über Formosa nach Batavia (heute Jakarta), wo sie im Januar 1640 eintrafen. Van Santvoort starb dort im folgenden Jahr.